# Hoplitis lapidaria
Hoplitis lapidaria is een vliesvleugelig insect uit de familie Megachilidae. De wetenschappelijke naam van de soort is voor het eerst geldig gepubliceerd in 1878 door Morawitz.